# Rosely Roth
Rosely Roth (São Paulo, 21 de agosto de 1959 – São Paulo, 27 de agosto de 1990) foi uma ativista brasileira, considerada uma das pioneiras da história do Movimento Homossexual Brasileiro.
Filha de pais judeus, ela estudou tanto em escolas judaicas como não judaicas e, subsequentemente, formou-se em Filosofia (1981) pela Pontifícia Universidade Católica de São Paulo; vindo a graduar-se, mais tarde, em Antropologia (1985-1986) pela mesma instituição de ensino superior, quando aprofundou seus estudos em questões de vivências lésbicas e de sexualidade.
Rosely iniciou a sua participação direta no movimento de mulheres, no início de 1981, frequentando o Grupo Lésbico Feminista (1979-1990) e o SOS Mulher (1980-1993). Ainda em 1981, Rosely Roth e Miriam Martinho (da Rede de Informação Um Outro Olhar), outra pioneira do Movimento Homossexual Brasileiro, fundaram o Grupo Ação Lésbica-Feminista ou GALF (1981-1990) na cidade de São Paulo, estado de São Paulo, Brasil.
Roth participou em várias organizações e atividades relacionadas à reivindicação dos direitos sexuais da mulher lésbica e de toda a comunidade LGBT praticamente durante todo o período de sua vida adulta. Por exemplo, ela participou da primeira manifestação lésbica contra o preconceito no Brasil em 1983; e ela também liderou um protesto conhecido como O caso Ferro's Bar.
A sua atuação humanista em eventos e demonstrações tidas como históricas e a sua visibilidade na grande mídia brasileira (i.e. televisão, jornais, etc.) são consideradas as suas contribuições mais marcantes pela comunidade gay bem como por pesquisadores acadêmicos no campo de estudos LGBTs, tendo ocorrido em período formativo da conscientização reivindicatória deste segmento social do Brasil.
Na fase final de sua vida, a ativista passou a sofrer profundas crises psicológicas, derivadas da esquizofrenia, cometendo suicídio. Em celebração a sua vida e em homenagem ao seu destacado ativismo, a partir de 2003, celebra-se o dia 19 de agosto como o Dia Nacional do Orgulho Lésbico no Brasil.